# 葉利納湖
葉利納湖（白俄羅斯語：Ельна）是白俄羅斯的湖泊，位於布拉斯拉夫西北3公里，由維捷布斯克州負責管轄，長1.61公里、寬0.5公里，面積0.46平方公里，集水區面積138平方公里，湖岸線長度4.2公里，最大水深6.1米。